# Helene Marie Prom
Helene Marie Prom, född 1828, död 1862, var en norsk skådespelare. Hon var engagerad vid Det norske Theater 1851–1862. 